# Кака (Туркменістан)
Кака (туркм. Kaka) — місто (з 2016 року) на півдні Ахалського велаяту Туркменістану. Центр Какинського етрапу (району). Розташоване у 129 км на південний схід від Ашгабаду на автотрасі та залізничній колії Мари — Ашгабад — Туркменбаші на північних схилах Копетдагу. На північ від Кака протікає Каракумський канал.

## Історія
7 тисяч років тому тут знаходилось велике поселення, мешканці якого обробляли мідь. Однак через деградацію водних ресурсів у 3 тисячолітті воно було покинуто. Тепер це археологічна пам'ятка Йилгинли-тепе. У 3-7 століттях місцевість входила до складу імперії Сасанідів та була частиною історичної області Великий Хорасан та був кордоном імперії, де будувались укріплення для захисту від набігів кочівників з півночі. Одним з таких укріплень була фортеця Абівард, яку зруйнували у середньовіччі. Від неї залишились лише узвишшя та кургани площа розкопок складає 12 тис. м.кв. та має статус історико-культурного заповідника.
У другій половині 19 століття регіон був окупований Росією. Кака у той час мала назву Каакха та була головним поселенням Атекської оази та входила до складу Тедженського повіту Закаспійської області. У той період туркмени складали лише 10 % населення. У роки Громадянської війни Каакха була епіцентром протистояння між більшовиками та меншовиками та їх британськими союзниками.
У радянські часи Каахка входила до складу Марийської області Туркменської РСР та була регіональним агропромисловим центром.